# Tolvay Ferenc (érseki nádor)
Gróf köpösdi Tolvay Ferenc Xavér (Köpösd, 1734. december 16. – Köpösd, 1812. szeptember 10.) érseki széki nádor, kerületi táblabíró.

## Élete
Tolvay Ferenc 1750-ben Esterházy Antal nápolyi követ mellett volt segéd. 1754-ben Barkóczy Ferenc egri püspök udvari lovagja, 1760-ban szolgálattévő kamarássá, 1766-ban Dunán inneni kerületi tábla számfeletti bírájává, 1769-ben pedig elnökévé nevezték ki. 1777–1810 között a verebélyi és szentgyörgyi szék nádora volt. A Magyar Királyi Szent István-rend lovagja volt.
Személyében, mivel az ő fia, János még 1784-ben elhunyt, a grófi Tolvay család férfiágon kihalt.
Mortuariuma a besztercebányai múzeum gyűjteményében található.